# Angelika Fergenbauer-Kimmel
Angelika Fergenbauer-Kimmel (geboren 22. März 1951 in Frankfurt am Main; gestorben 19. April 2025) war eine deutsche Biologin, Fachautorin und Fachlektorin im Themengebiet Papageien.

## Biografie
Fergenbauer-Kimmel hielt seit 1969 Papageien und züchtete besonders Feigenpapageien. 1982 erhielt sie für die europäische Erstzucht des Rotbauchpapageis den Consul-Cremer-Preis. Das Thema ihrer 1984 erschienenen Dissertation ist die Ontogenese des Sternkompasses bei Gartengrasmücken. Sie saß in der Sachverständigengruppe für das Gutachten über die tierschutzgerechte Haltung von Vögeln, die die Mindestanforderungen an die Haltung von Papageien (1995) formulierte. Von 1985 bis 1992 gehörte sie der Redaktion der Zeitschrift Trochilus an. Von 1994 bis 2012 war sie Lektorin der Fachzeitschrift Papageien des Arndt-Verlag (Bretten). Von 2012 bis 2016 lektorierte sie dort tiermedizinische Artikel und beriet die Zeitschrift wissenschaftlich.
Im Jahre 1995 wurde sie Co-Editorin von Ecotropica, Zeitschrift für Tropenökologie.
2016 gehörte sie der Jury für den Preis für Tropenornithologie der Gesellschaft für Tropenornithologie an.

## Veröffentlichungen
- Untersuchungen zur Ontogenese des Sternkompasses bei Gartengrasmücken (Sylvia borin). 1984 Kurzfassung von: Frankfurt (Main), Univ., Dissertation, 1984
- Jugendgefieder, Biologie und Haltung von Rotbauchpapageien. In: Trochilus 6, 1985, S. 84–88.
- mit R. Wiltschko: The development of the star compass in Garden Warbiers. In: Ethology 74, 1987. S. 285–292.
- Edelpapageien. Großschnabel- und Rotachselpapageien. Bomlitz 1992. (=Enzyklopädie der Papageien und Sittiche Bd. 7)
- Zur Biologie von Edelpapageien. In: Papageien 1/2016, Teil 1; 2/2016, Teil 2; 3/2016, Teil 3